# Yan Ge
Yan Ge (chiń. 颜歌; pinyin Yán Gē), właśc. 戴月行, Dài Yuèxíng (ur. 1984) – chińska pisarka.

## Życiorys
Dai Yuexing urodziła się w grudniu 1984 roku w Pidu, w Chengdu. W 2011 roku przebywała na Duke University, po czym doktoryzowała się w dziedzinie komparatystyki na Uniwersytecie Syczuańskim.
Zaczęła pisać w wieku 10 lat, zaś zadebiutowała mając lat 17. W swych utworach często wplata elementy ojczystego dialektu syczuańskiego. Od 2017 roku pisze także w języku angielskim. Laureatka wielu nagród, w tym nagrody Chinese Literature Media. W 2012 roku znalazła się na liście dwudziestu przyszłych mistrzów literatury chińskiej przygotowanej przez magazyn „Renmin Wenxue”.
Piastuje stanowisko przewodniczącej Stowarzyszenia Młodych Pisarzy Chińskich.
Od 2015 roku mieszka w Dublinie.

## Dzieła wydane w jęz. polskim
- Kroniki dziwnych bestii. Joanna Karmasz (tłum.). Tajfuny, 2023. ISBN 978-83-67034-08-1. Brak numerów stron w książce
- Gdzie indziej. Opowiadania. Agnieszka Walulik (tłum.). Pauza, 2025. ISBN 978-83-974063-3-9. Brak numerów stron w książce